# Draft WNBA 2014
2013 2015
La draft WNBA 2014 est la cérémonie annuelle de la draft WNBA lors de laquelle les franchises de la WNBA choisissent les joueuses dont elles pourront négocier les droits d’engagement.
Le choix s'opère dans un ordre déterminé par le classement de la saison précédente, les équipes les plus mal classés obtenant les premiers choix. Sont éligibles les joueuses américaines ou scolarisées aux États-Unis allant avoir 22 ans dans l'année calendaire de la draft, ou diplômées ou ayant entamé des études universitaires quatre ans auparavant. Les joueuses « internationales » (ni nées ni ne résidant aux États-Unis) sont éligibles si elles atteignent 20 ans dans l'année suivant la draft.
La draft 2014 se tient à Bristol (Connecticut) le 14 avril 2014. Télévisée en prime time sur ESPN2, elle est celle ayant enregistré la plus forte audience.

## Loterie de la draft

Logo de la loterie de la draft.

La loterie de la draft l’ordre des premiers choix de la draft 2014.
Elle se tient le 10 décembre 2013.
Le premier choix revient au Sun (qui avait la plus forte probabilité d'obtenir le premier choix), le second au Shock, le troisième aux Stars et le quatrième au Liberty.
Ci-dessous, les chances de chaque franchise d’obtenir les choix respectifs :
| Équipe                      | Bilan 2013 | Chances à la loterie | Choix  | Choix  | Choix  | Choix  | Choix |
| Équipe                      | Bilan 2013 | Chances à la loterie | 1er    | 2e     | 3e     | 4e     |       |
| --------------------------- | ---------- | -------------------- | ------ | ------ | ------ | ------ | ----- |
| Sun du Connecticut          | 10-24      | 44,2 %               | 44,2 % | 31,6 % | 18,1 % | 6,2 %  |       |
| Shock de Tulsa              | 11-23      | 22,7 %               | 22,7 % | 26,9 % | 29,4 % | 20,9 % |       |
| Liberty de New York         | 11-23      | 22,7 %               | 22,7 % | 26,9 % | 29,4 % | 20,9 % |       |
| Stars de San Antonio        | 14-20      | 10,4 %               | 10,4 % | 14,5 % | 23,2 % | 52,0 % |       |
| en jaune l’équipe désignée. |            |                      |        |        |        |        |       |

## Joueuses invitées
Douze joueuses sont invitées à assister à la cérémonie de la draft : Natalie Achonwa, Stefanie Dolson, Markeisha Gatling, Chelsea Gray,Bria Hartley, Natasha Howard, Kayla McBride, Chiney Ogwumike, Shoni Schimmel, Meighan Simmons, Odyssey Sims et Alyssa Thomas.

## Transactions
La soirée de la draft est marquée par deux échanges importants. Le plus important est le transfert de la MVP 2012 Tina Charles vers le Liberty de New York, son départ étant compensé à l'intérieur par la rookie et premier choix de la draft Chiney Ogwumike. Connecticut transfère Charles et son troisième tour de draft 2015 à New York contre le premier tour de draft 2014 (Alyssa Thomas), le premier tour de draft 2015 et le contrat de Kelsey Bone. Le second transfert est constitué par celui de Crystal Langhorne qui est envoyée au Storm contre les droits de la rookie Bria Hartley et le contrat de Tianna Hawkins, Washington réunissant le duo qu'elle formaient aux Huskies notamment pour le titre national de 2013.

## Draft

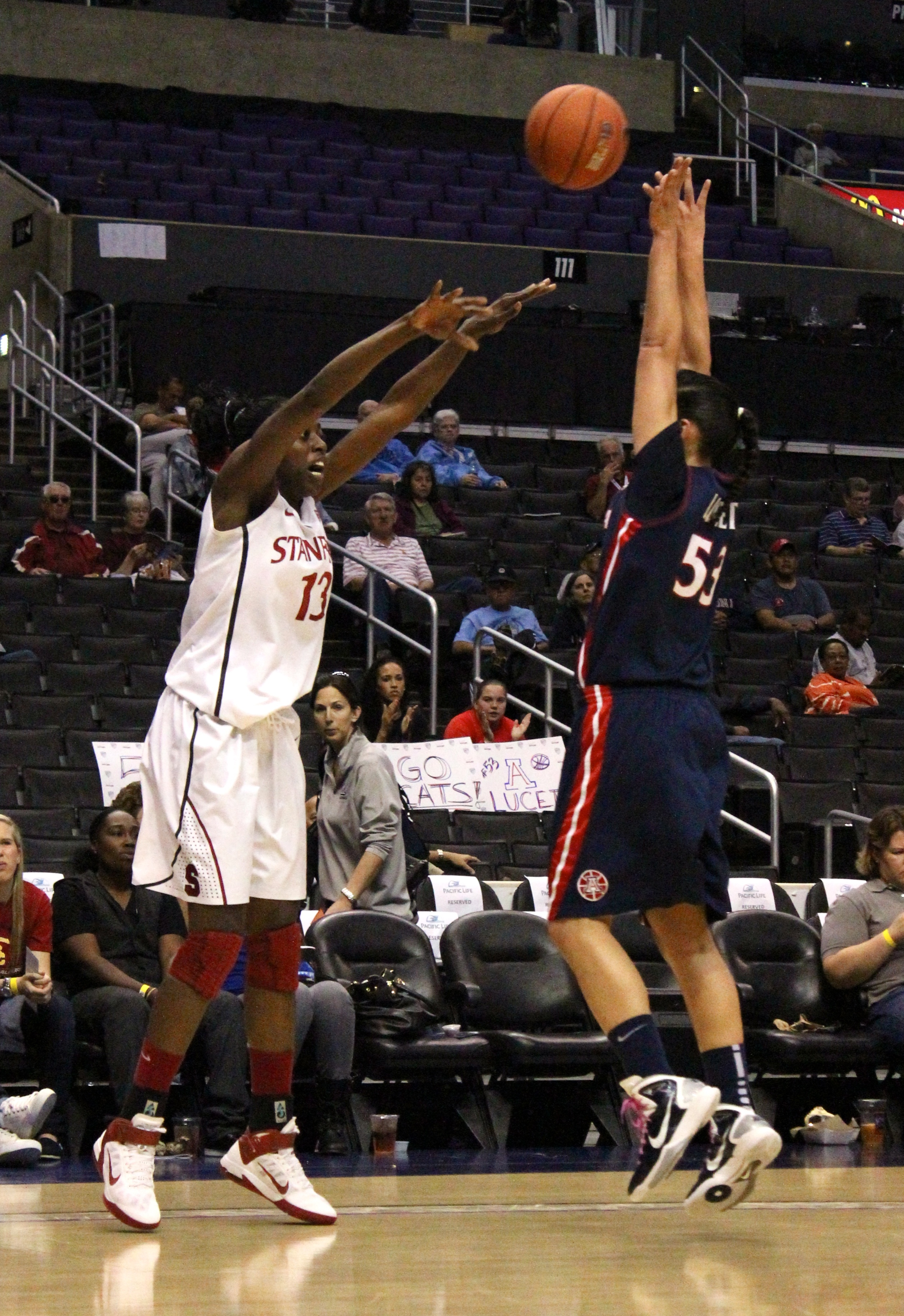
Chiney Ogwumike, 1er choix de la Draft 2014

### Légende
|   | Signale une joueuse qui a été intronisé au Basketball Hall of Fame                                                         |
|   | Signale une joueuse qui a été sélectionnée pour au moins un match annuel WNBA All-Star Game et une sélection All-WNBA Team |
|   | Signale une joueuse qui a été sélectionnée pour au moins un match annuel WNBA All-Star Game                                |
|   | Signale une joueuse qui a été sélectionnée pour au moins une sélection All-WNBA Team                                       |
| R | Signale la joueuse qui a remporté le titre de WNBA Rookie of the Year                                                      |

### Premier tour
| Choix | Nom               | Position      | Nationalité | Équipe                              | Provenance                       |
| ----- | ----------------- | ------------- | ----------- | ----------------------------------- | -------------------------------- |
| 1     | Chiney Ogwumike R | Ailière forte | États-Unis  | Sun du Connecticut                  | Cardinal de Stanford             |
| 2     | Odyssey Sims      | Arrière       | États-Unis  | Shock de Tulsa                      | Lady Bears de Baylor             |
| 3     | Kayla McBride     | Arrière       | États-Unis  | Stars de San Antonio                | Fighting Irish de Notre Dame     |
| 4     | Alyssa Thomas     | Ailière forte | États-Unis  | Liberty de New York                 | Terrapins du Maryland            |
| 5     | Natasha Howard    | Ailière forte | États-Unis  | Fever de l'Indiana                  | Seminoles de Florida State       |
| 6     | Stefanie Dolson   | Pivot         | États-Unis  | Mystics de Washington               | Huskies du Connecticut           |
| 7     | Bria Hartley      | Arrière       | États-Unis  | Storm de Seattle                    | Huskies du Connecticut           |
| 8     | Shoni Schimmel    | Meneuse       | États-Unis  | Dream d'Atlanta                     | Cardinals de Louisville          |
| 9     | Natalie Achonwa   | Ailière forte | Canada      | Fever de l'Indiana (via le Mercury) | Fighting Irish de Notre Dame     |
| 10    | Markeisha Gatling | Pivot         | États-Unis  | Sky de Chicago                      | Wolfpack de North Carolina State |
| 11    | Chelsea Gray      | Arrière       | États-Unis  | Sun du Connecticut (via le Sparks)  | Blue Devils de Duke              |
| 12    | Tricia Liston     | Meneuse       | États-Unis  | Lynx du Minnesota                   | Blue Devils de Duke              |

### Deuxième tour
| Choix | Nom              | Position | Nationalité | Équipe                            | Provenance                              |
| ----- | ---------------- | -------- | ----------- | --------------------------------- | --------------------------------------- |
| 13    | Jordan Hooper    | Ailière  | États-Unis  | Shock de Tulsa (via le Sun)       | Cornhuskers du Nebraska                 |
| 14    | Tyaunna Marshall | Meneuse  | États-Unis  | Liberty de New York               | Yellow Jackets de Georgia Tech          |
| 15    | Asya Bussie      | Pivot    | États-Unis  | Lynx du Minnesota (via le Shock)  | Mountaineers de la Virginie-Occidentale |
| 16    | Astou Ndour      | Pivot    | Espagne     | Stars de San Antonio              | Espagne                                 |
| 17    | Tiffany Bias     | Meneuse  | États-Unis  | Mercury de Phoenix (via le Fever) | Cowgirls d'Oklahoma State               |
| 18    | Inga Orekhova    | Meneuse  | Ukraine     | Dream d'Atlanta (via les Mystics) | Bulls de South Florida                  |
| 19    | Michelle Plouffe | Ailière  | Canada      | Storm de Seattle                  | Utes de l'Utah                          |
| 20    | Cassie Harberts  | Ailière  | États-Unis  | Dream d'Atlanta                   | Trojans d'USC                           |
| 21    | Maggie Lucas     | Arrière  | États-Unis  | Mercury de Phoenix                | Lady Lions de Penn State                |
| 22    | Gennifer Brandon | Ailière  | États-Unis  | Sky de Chicago                    | Bruins d'UCLA*                          |
| 23    | Jennifer Hamson  | Pivot    | États-Unis  | Sparks de Los Angeles             | Cougars de BYU                          |
| 24    | Christina Foggie | Meneuse  | États-Unis  | Lynx du Minnesota                 | Commodores de Vanderbilt                |

### Troisième tour
| Choix | Nom                | Position      | Nationalité | Équipe                               | Provenance                       |
| ----- | ------------------ | ------------- | ----------- | ------------------------------------ | -------------------------------- |
| 25    | DeNesha Stallworth | Ailière       | États-Unis  | Sun du Connecticut                   | Wildcats du Kentucky             |
| 26    | Meighan Simmons    | Meneuse       | États-Unis  | Liberty de New York                  | Lady Volunteers du Tennessee     |
| 27    | Theresa Plaisance  | Ailière forte | États-Unis  | Shock de Tulsa                       | Lady Tigers de LSU               |
| 28    | Bri Kulas          | Ailière       | États-Unis  | Stars de San Antonio                 | Tigers du Missouri               |
| 29    | Haiden Palmer      | Meneuse       | États-Unis  | Fever de l'Indiana                   | Bulldogs de Gonzaga              |
| 30    | Carley Mijovic     | Ailière forte | Australie   | Mystics de Washington                | Australie                        |
| 31    | Mikaela Ruef       | Ailière       | États-Unis  | Storm de Seattle                     | Cardinal de Stanford             |
| 32    | Kody Burke         | Ailière       | États-Unis  | Mystics de Washington (via le Dream) | Wolfpack de North Carolina State |
| 33    | Stephanie Talbot   | Ailière       | Australie   | Mercury de Phoenix                   | Australie                        |
| 34    | Jamierra Faulkner  | Meneuse       | États-Unis  | Sky de Chicago                       | Golden Eagles de Southern Miss   |
| 35    | Antonita Slaughter | Arrière       | États-Unis  | Sparks de Los Angeles                | Cardinals de Louisville          |
| 36    | Asia Taylor        | Ailière       | États-Unis  | Lynx du Minnesota                    | Cardinals de Louisville          |

## Pour approfondir